# Yumi Umeoka
Yumi Umeoka (jap. 梅岡 由美, Umeoka Yumi) ist eine ehemalige japanische Fußballspielerin.

## Karriere
Umeoka absolvierte ihr erstes Länderspiel für die japanischen Nationalmannschaft am 15. Juni 1997 gegen China. Sie wurde in den Kader der Fußball-Asienmeisterschaft der Frauen 1997 berufen. Insgesamt bestritt sie vier Länderspiele für Japan.